# Płynność aktywów
Płynność aktywów – zdolność do szybkiej, łatwej i bez nadmiernej straty zamiany aktywów na środki pieniężne.

## Opis
Płynność zależy od charakteru i rodzaju rynku na dane aktywa oraz rodzaju aktywów (np. poziomu ich wyspecjalizowania). Pełną płynność posiada jedynie pieniądz gotówkowy. Jednak na rynkach międzynarodowych można wyróżniać waluty o różnym stopniu płynności, czego miarą jest wielkość różnicy pomiędzy ceną kupna i sprzedaży waluty (tzw. spread).
Według teoretycznego stopnia płynności uporządkowane są aktywa w bilansie księgowym. Zgodnie z zasadą rosnącej płynności w polskim bilansie prezentowane są najpierw aktywa trwałe (najmniej płynne), a następnie aktywa obrotowe (najbardziej płynne).
Płynność aktywów wpływa na ich rynkową cenę. Dla dwóch aktywów o takich samych charakterystykach, ale różnej płynności, różnica w cenie rynkowej może być traktowana jako cena płynności – tzw. premia za płynność (ang. liquidity premium).
Poziom płynności (ang. liquidity level, level of liquidity) to potencjalnie możliwe do uzyskania w krótkim okresie środki pieniężne. Są to zasoby takich aktywów przedsiębiorstwa, które bez większych strat czasowych i finansowych można uruchomić w celu regulowania zobowiązań.